# Giovanni Antonio Rubbi
Giovanni Antonio Rubbi (Zogno, 29 settembre 1693 – Sorisole, 15 marzo 1785) è stato un religioso e guaritore italiano.
Prevosto di Sorisole dal 1740 al 1785 assume per l'epoca notevole importanza per la sua fama di guaritore.

## Biografia
Nato nella località Padronecco di Zogno in provincia di Bergamo il 29 settembre 1693, fu ordinato sacerdote il 2 luglio 1718. Per nove anni fu coadiutore della Parrocchia di Zogno e poi in quella di Poscante. Nell'ottobre del 1727 fu eletto Parroco di Monte di Nese (Alzano Lombardo). Il 26 aprile 1740 avvenne la votazione per dare un successore al prevosto di Sorisole don Lorenzo Calvi, deceduto il 2 marzo 1740. Il Rubbi venne eletto con 63 voti favorevoli, contrari 59. Riceve la nomina il 7 maggio e lo stesso giorno prende possesso della parrocchia. Aveva particolare predilezioni per gli ammalati suggerendo loro rimedi e medicamenti semplici. Si cominciò a parlare di guarigioni miracolose e don Rubbi fu considerato così un guaritore. Verso il 1770 la sua fama divenne universale, veniva chiamato "il santo di Sorisole". Suscitò grande interesse in tutta Europa, anche da parte di cardinali, vescovi, principi e nobili.  Nella Chiesa Parrocchiale sono presenti paramenti sacri donati al Rubbi nel 1773 da Maria Amalia d'Asburgo-Lorena, Duchessa di Parma (1746-1806). Nel 1773 pose la prima pietra della chiesa nella frazione Petosino, consacrata poi dallo stesso sei anni dopo a seguito di indulto speciale.
Muore a Sorisole il 15 marzo 1785. Il Cardinale Francesco Carrara il 18 settembre 1786 si recò a Sorisole per venerarne le spoglie.
Angelo Maria Barbaro (Portogruaro 1726 - 1779), abate, autore di novelle e sonetti in lingua veneta, intitola un suo componimento poetico Al prevosto di Sorisole don Antonio Rubbi con il quale invoca la sua benedizione per Venezia e il suo Doge.
La figura di Rubbi venne salacemente parodiata dallo scrittore veneziano Antonio Piazza (1742-1825), nel racconto Il Dervis, contenuto nella raccolta Castelli in aria, del 1773.

## Galleria d'immagini

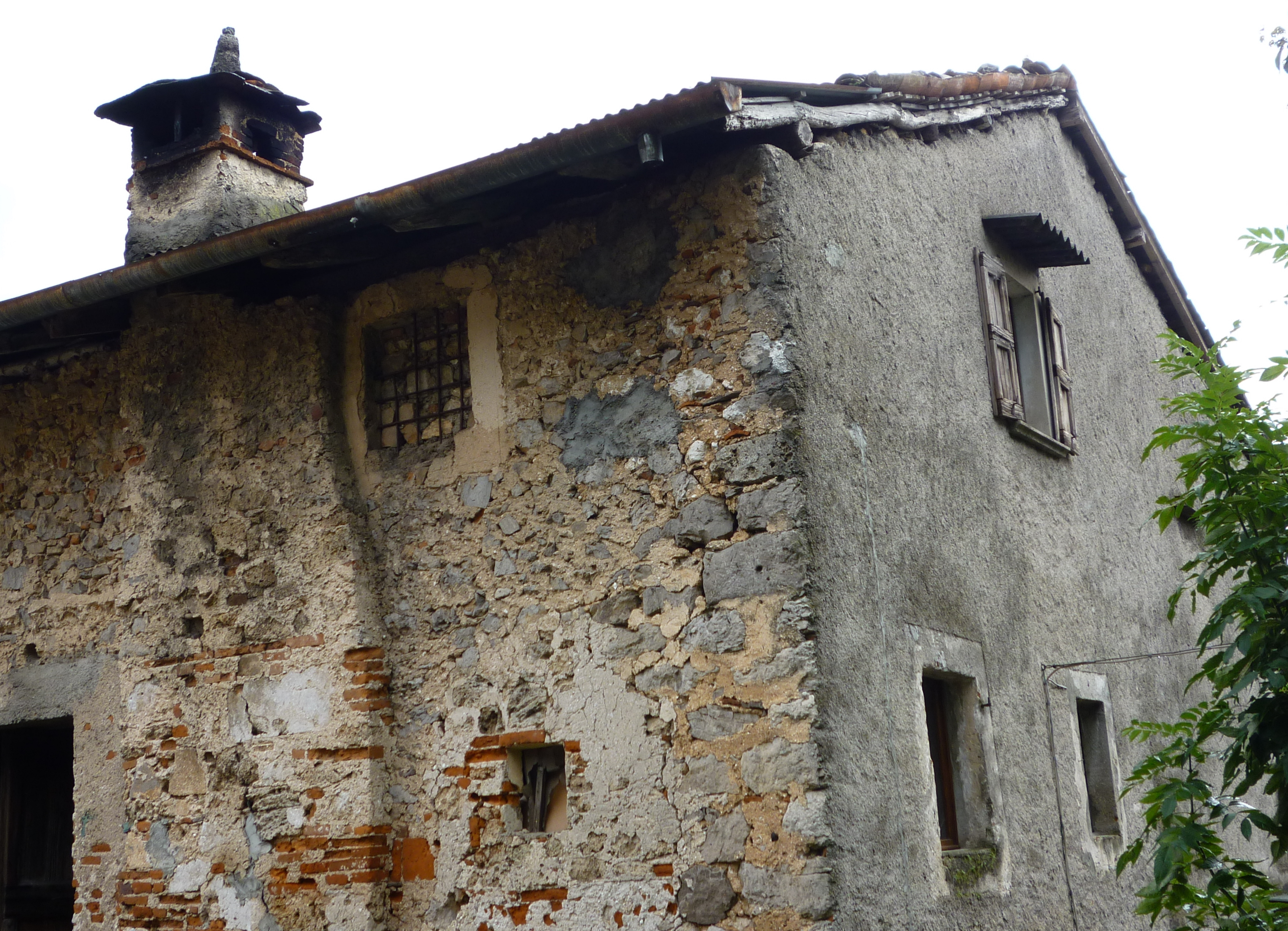
Casa natale a Padronecco
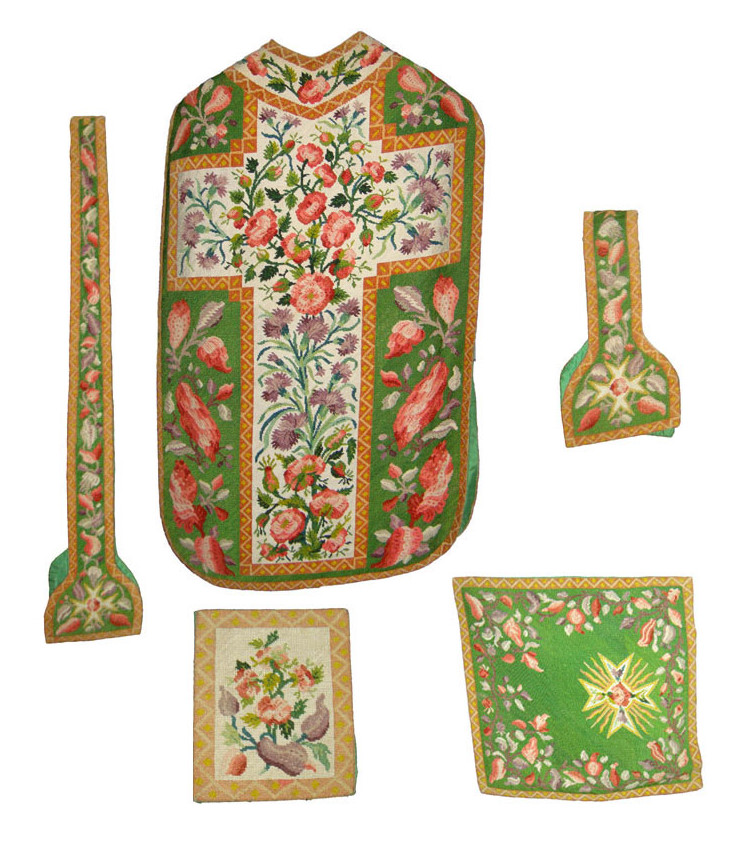
Paramenti donati nel 1773 dalla Duchessa di Parma Maria Amalia d'Asburgo-Lorena
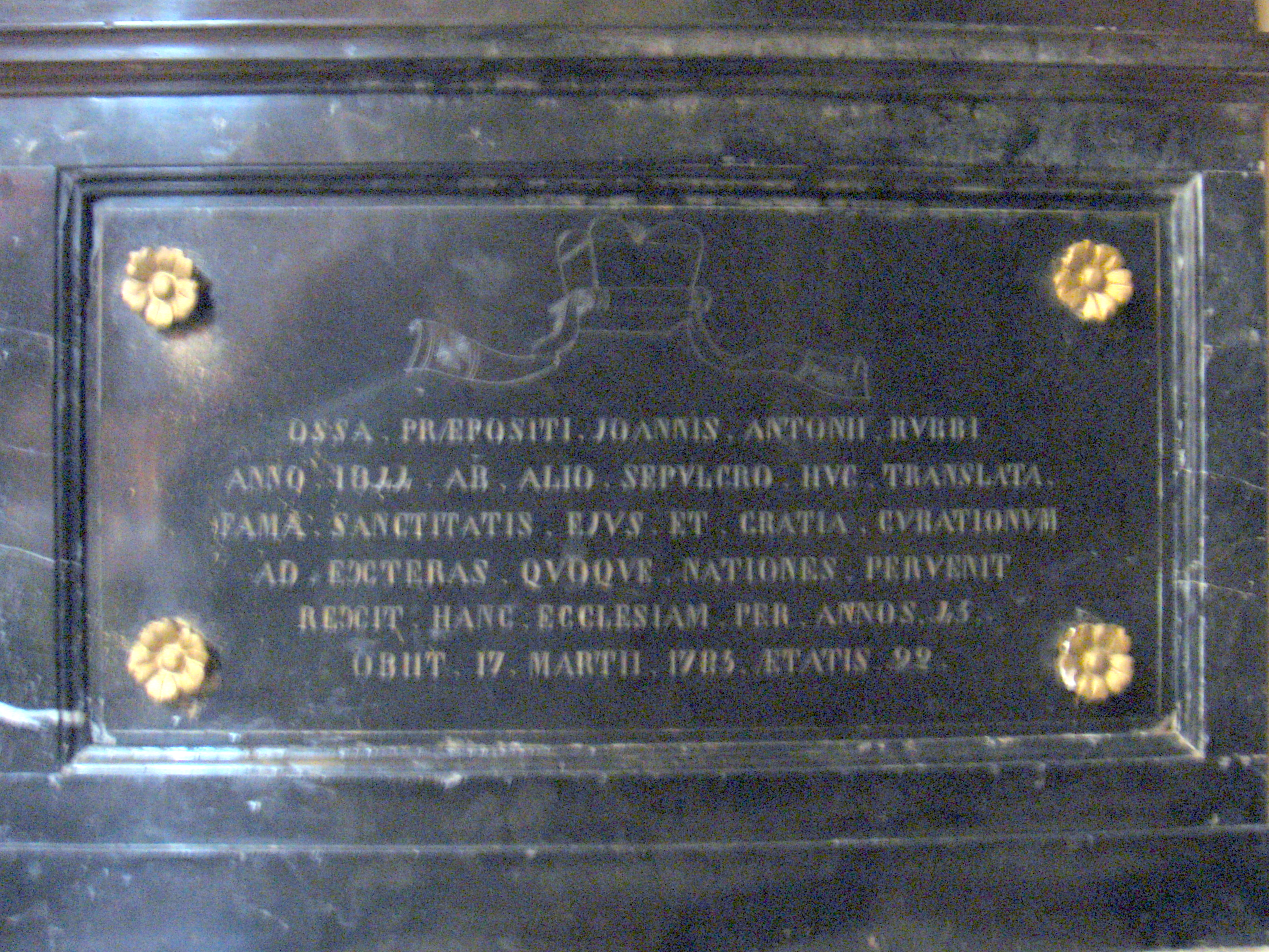
Lapide sepolcrale nella parrocchiale di Sorisole.
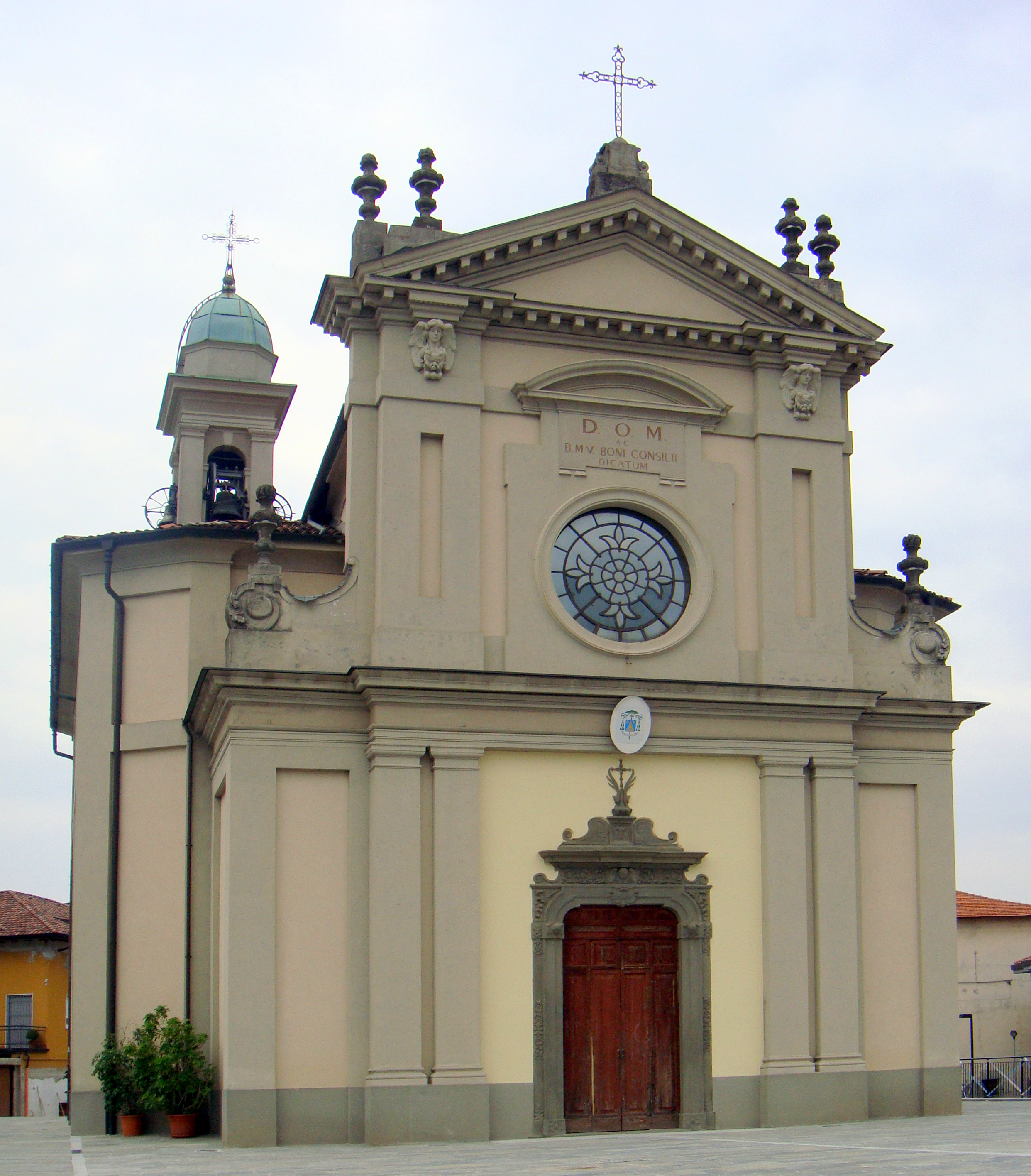
Chiesa B.V.Buon Consiglio a Petosino, fatta costruire e consacrata da don Rubbi